# Verner Nicolet
Verner Emile Nicolet (født 9. marts 1934) er en dansk fløjtenist og dirigent. Han har i næsten et halvt århundrede været en del af Det Kongelige Kapel både som fløjtenist (en stilling han spillede sig til som 23-årig), formand og senere rundviser på Det Kongelige Teater. Derudover har han været med i Den Danske Blæserkvintet siden opstarten i 1968.
Siden 1984 han han dannet duo med den grønlandske folkesanger Rasmus Lyberth.
Som pensionist har Verner Nicolet deltaget i en række musikalske arrangementer, herunder som dirigent, solist og underviser samt senest formand for Maribo Musikforening og bestyrelsesmedlem i Storstrøms Kammerensemble. Tidligere har han været kunstnerisk leder af Den Kongelige Livgardes Musikkorps og formand for Det Danske Drengekor.
Verner Nicolet startede sin musiske opdragelse i Det Danske Drengekor, men da stemmen ikke længere passede til et drengekor optog han fløjtespillet. Han er uddannet hos blandt andre kgl. kapelmusici Erik Thomsen og Holger Gilbert-Jespersen og har selv være pædagogisk engageret. Blandt hans elever er Lise Stolarczyk og Mogens Friis.
Med sit store kendskab til kapellet har han udgivet bogen Det kongelige kapel 1948-1998 sammen med Gitte Kjær.
1996 blev han Ridder af 1. grad af Dannebrog.